# Caserne centrale des pompiers de Tampere
La Caserne centrale des pompiers (finnois : Tampereen keskuspaloasema) est un bâtiment construit dans le quartier de Jussinkylä à Tampere en Finlande.

## Galerie

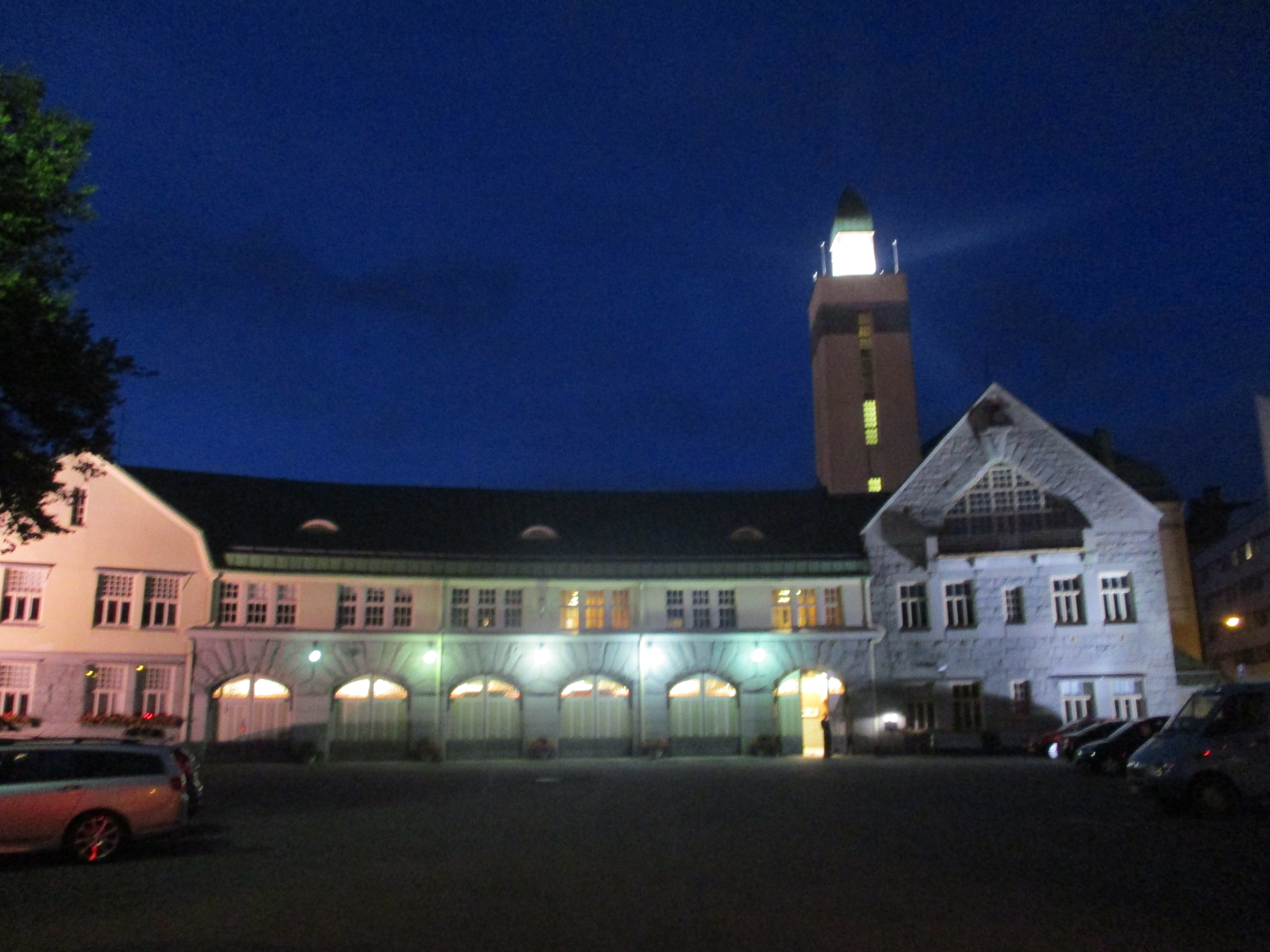
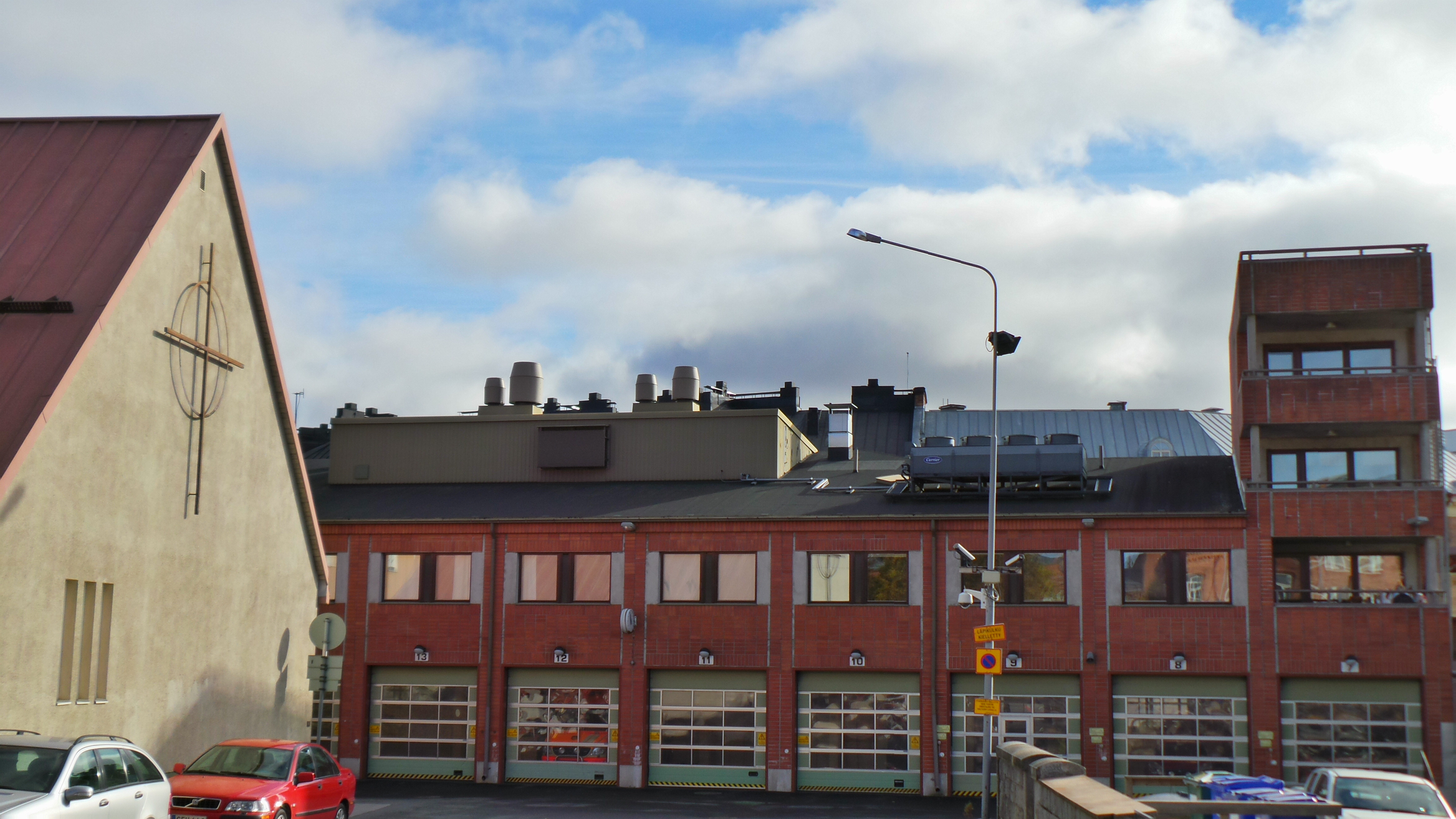
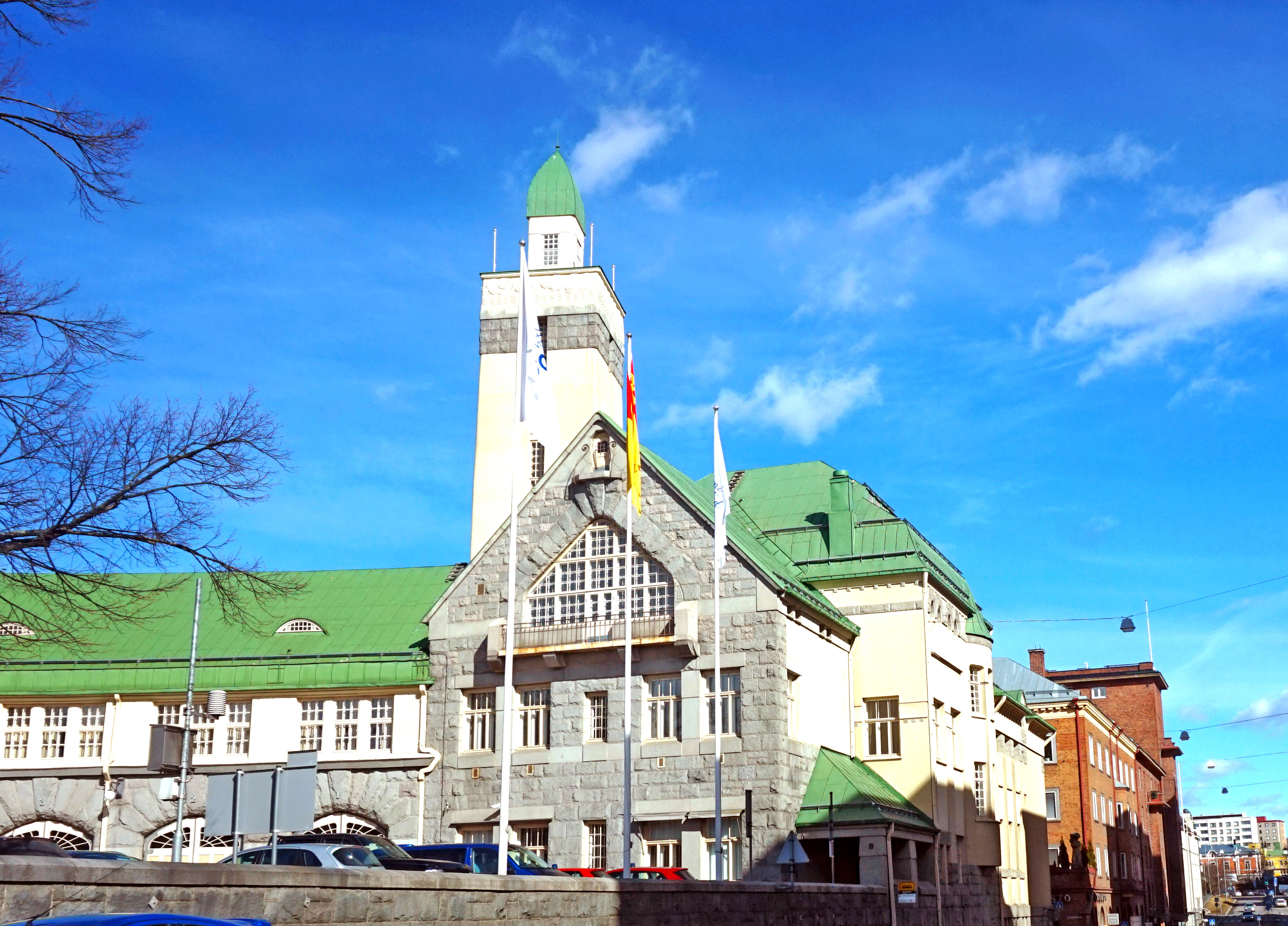
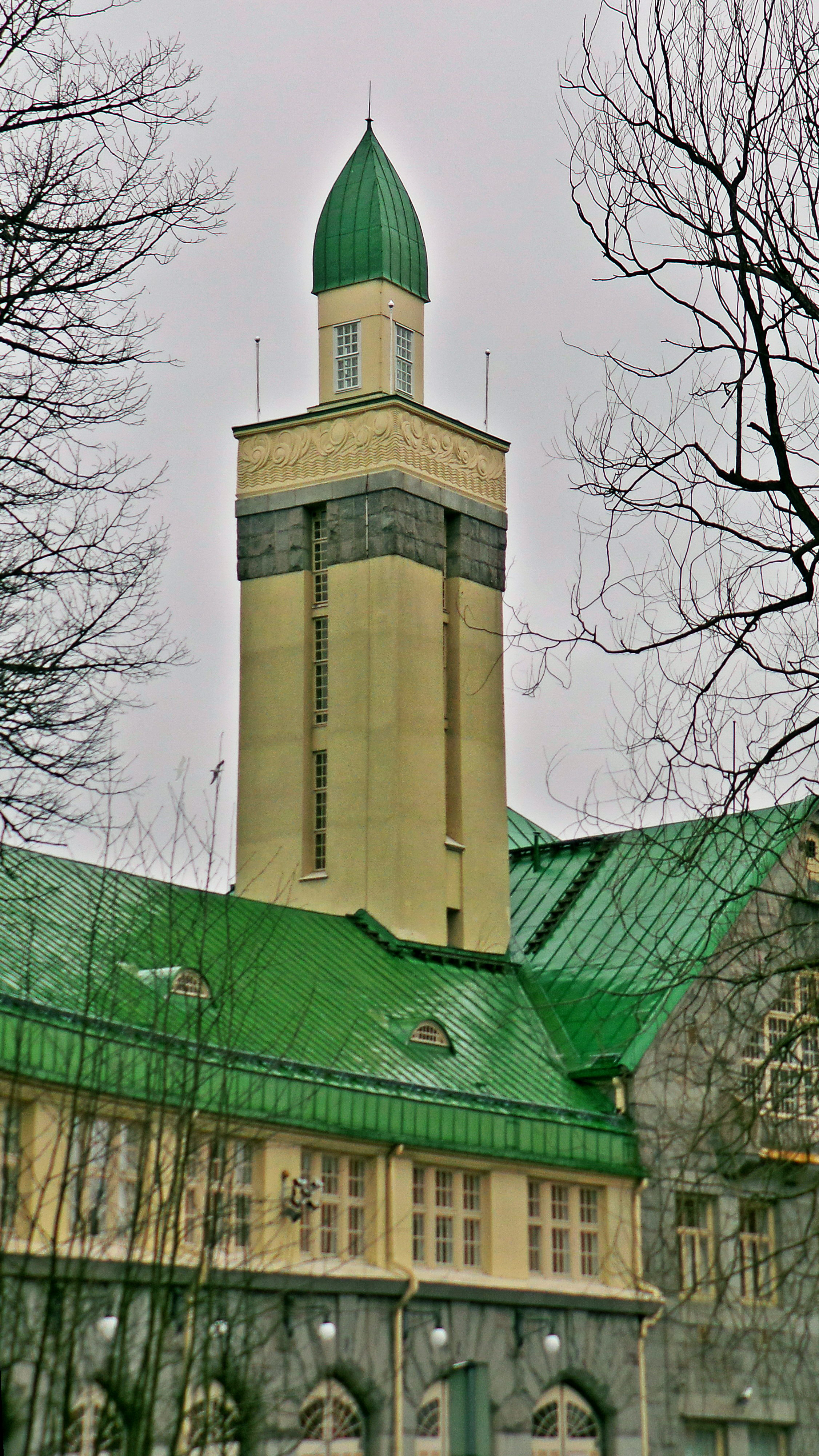